# Jefferson Airplane (album)
Jefferson Airplane gavs ut 1989 i samband med återföreningen av det amerikanska rockbandet Jefferson Airplane och är bandets åttonde och sista studioalbum.
Marty Balin, Grace Slick, Jorma Kaukonen, Jack Casady och Paul Kantner som tillsammans skapade albumen Surrealistic Pillow (1967), After Bathing at Baxter's (1967), Crown of Creation (1968), Volunteers (1969) och livealbumet  Bless Its Pointed Little Head (1969) återvände alla för att spela in ett nytt album och ge sig ut på turné. Dock frågade ingen trumslagaren Spencer Dryden om han ville deltaga eftersom Kantner fortfarande hade ett horn i sidan på Dryden eftersom han hade bidragit till att sparka bandets manager Bill Graham 1968. Istället anslöt sig Kenny Aronoff till bandet i egenskap av trummis. 
Under det sena 80-talet hade Paul Kantner, Marty Balin och Jack Casady arbetat tillsammans under namnet KBC Band och spelat in ett album 1986. Grace Slick hade nyligen lämnat Starship och planerade att gå i pension från musiken. Jorma Kaukonen hade arbetat både solo och tillsammans med Casady i Hot Tuna. Både Kantner och Slick hade under ett par specifika tillfällen anslutit sig till Hot Tunas konserter och bland annat framfört Jefferson Airplanes klassiker "Wooden Ships" och "Third Week in The Chelsea". 
1989 övertalades Slick att återförenas med bandet som även bestod av Tim Gorman på keyboard samt Randy Jackson och Jormas bror Peter Kaukonen på gitarr. Gorman och Jackson deltog enbart på turnén. 
Albumet producerades av Ron Nevison som tidigare producerat Jefferson Starship-albumen Freedom at Point Zero, Modern Times och Nuclear Furniture. 
Låtmässigt bidrog Kantner med "Planes", en låt som tidigare blivit framförd av KBC Band live. Även Marty Balins nostalgiska sång "Summer of Love" hade blivit framförd av KBC Band. Steve Porcaro och David Paich från Toto skrev singeln "True Love" och det gjordes musikvideo till både "True Love" och "Planes". Jorma Kaukonens kompositioner "Ice Age" och "Too Many Years" hade tidigare spelats in som akustiska version och gavs ut på Kaukonens soloalbum Too Hot to Handle. 

## Låtlista
1. "Planes (Experimental Aircraft)" (Paul Kantner) – 4:26
2. "Freedom" (Grace Slick) – 4:54
3. "Solidarity" (Bertolt Brecht, Marty Balin, Mark Cummings) (översatt av H. R. Hays) – 5:08
4. "Madeleine Street" (Kantner, Balin) – 4:15
5. "Ice Age" (Jorma Kaukonen) – 4:16
6. "Summer of Love" (Balin) – 4:15
7. "The Wheel (For Nora and Nicaragua)" (Kantner) (översatt av Margaret Randall) – 6:08
8. "Common Market Mardrigal" (Slick) – 2:46
9. "True Love" (Steve Porcaro, David Paich) – 3:43
10. "Upfront Blues" (Kaukonen) – 2:02
11. "Now Is the Time" (Slick) – 4:53
12. "Too Many Years" (Kaukonen) – 4:10
13. "Panda" (Slick) – 3:37

## Singlar/Musikvideor
- "Summer of Love" (1989) (enbart singel, ingen video)
- "Planes" (1989)
- "True Love" (1989)

## Medverkande
Musiker (Jefferson Airplane-medlemmar)
- Grace Slick – sång, keyboard
- Paul Kantner – sång, gitarr
- Marty Balin – sång
- Jack Casady – basgitarr
- Jorma Kaukonen – sång, gitarr

Bidragande musiker
- Kenny Aronoff – trummor, slagverk
- David Paich – keyboard
- Michael Landau – gitarr
- Nicky Hopkins – keyboard
- Flo & Eddie – bakgrundssång
- Charles Judge – keyboard
- Efrain Toro – slagverk
- Peter Kaukonen – gitarr
- Mike Porcaro – basgitarr
- Steve Porcaro – keyboard

Produktion
- Ron Nevison – producent, ljudtekniker, ljudmix
- Greg Edward – producent, ljudtekniker, ljudmix
- Jefferson Airplane – producent
- Jim Mitchell – assisterande ljudtekniker
- Gina Immel – assisterande ljudtekniker
- Toby Wright – assisterande ljudmix
- Lynda Lou Bouch – koordinering av produktionen
- Paul Jamieson – tekniker (trummor)
- Don Barlow – tekniker (gitarr)
- Carl Studna – foto